# Institut agronomique de Bogor
Pour les articles homonymes, voir IPB.
L'Institut agronomique de Bogor, en indonésien Institut Pertanian Bogor ou IPB, est un établissement d'enseignement supérieur indonésien situé à Bogor, dans la province de Java occidental.

## Histoire

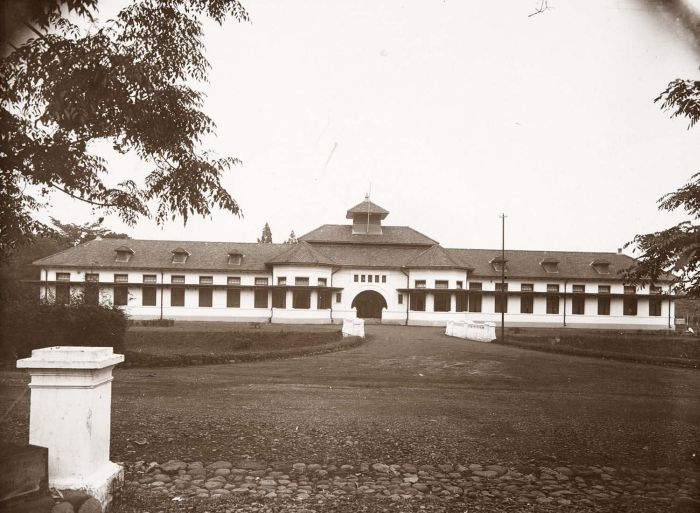
La Middelbare Landbouwschool Buitenzorg dans les années 1920

Au début du XXe siècle, le gouvernement colonial des Indes néerlandaises crée différents établissements d'enseignement secondaire et supérieur dans les domaines agronomique et vétérinaire à Bogor :
- Middelbare Landbouwschool ;
- Middelbare Bosbouwschool ;
- Nederlandsch Indiche Veeartsenschool ou « école vétérinaire des Indes néerlandaises ».

En 1940, le gouvernement colonial crée une institution d'enseignement supérieur en agronomie, la Landbouw Hogeschool, qui est rebaptisée Landbowkundige Faculteit en 1941.
L'établissement est fermé durant l'occupation japonaise des Indes néerlandaises (1942-1945). Durant cette période, l'école vétérinaire continue de fonctionner mais est renommée Bogor Zui Gakku ("école vétérinaire de Bogor" en japonais).
En 1946, le ministère de la Prospérité de la jeune république d'Indonésie élève l'école vétérinaire au statut de Perguruan Tinggi Kedokteran Hewan (PTKH) ou « enseignement vétérinaire supérieur ». En 1947, la Landbowkundige Faculteit est rouverte sous le nom de Faculteit voor Landbouw-Wetenschappen, avec une section « agriculture et forêts ».
En 1948, la PTKH devient la Faculteit voor Diergeneeskunde de l'Universiteit van Indonesië (université d'Indonésie).
En 1950, la Faculteit voor Landbouw-wetenschappen est renommée Fakultas Pertanian Universitas Indonesia (Faculté d'Agronomie de l'Université d'Indonésie) avec 3 sections :
- Sociale économique,
- Sciences de la nature,
- Forêts.

Une section « Pêche terrestre » est créée en 1957.
La Faculteit voor Dieergeneeskunde devient la Faculté vétérinaire de l'université d'Indonésie, puis la Faculté Vétérinaire et d'Élevage en 1960.